# Aoraia mairi
Aoraia mairi — вероятный, возможно вымерший, вид чешуекрылых из семейства тонкопрядов. Эндемик Новой Зеландии.

## Открытие и описание
Единственный экземпляр этого вида ночных бабочек был пойман на горном хребте Руахине, расположенном на острове Северный (Новая Зеландия) летом 1867 года в ходе зоологической экспедиции по поиску птиц вида разноклювая гуйя (Heteralocha acutirostris). Позднее он был описан натуралистом Уолтером Буллером (1838—1906) под названием Porina mairi. Видовой эпитет был дан Буллером в честь его шурина капитана Гилберта Мэйра (Gilbert Mair).
Пойманный экземпляр представлял собой крупную ночную бабочку с размахом крыльев около 15 см. Крылья продолговатой формы, почти одинаковой длины. Голова маленькая, с редуцированным ротовым аппаратом. Усики короткие. Жилкование передних и задних крыльев почти одинаковое.
Впоследствии особей этого вида больше не встречали. В 1890 году засушенный экземпляр был отправлен в Британский музей судном «Assaye». Хотя этот корабль, как сообщалось, затонул на обратном пути из Британии. Это означает, что образец попал в Британию. Однако местонахождение этого экземпляра в настоящее время неизвестно.
Единственное сохранившееся упоминание — зарисовка из работы 1872 года «Transactions of the Royal Society of New Zealand», сделанная по авторскому описанию бабочки. В 1985 году энтомологом Джоном Греханом в речной долине Оронгоронго были найдены две очень крупные гусеницы, которых не удалось выкормить искусственно. Существует вероятность, что они относились к виду Aoraia mairi.
По данным причинам валидность таксона остаётся неясной. Одни лепидоптерологи относят его к роду Aoraia, другие рассматривают его синонимом новозеландскому тонкопряду Dumbletonius characterifer сходного по морфологическим признакам, но вдвое меньших размеров, либо вида Aoraia enysii.